# Rupite-Gletscher
Der Kriwodol-Gletscher (bulgarisch ледник Рупите lednik Rupite) ist ein 2,9 km langer Gletscher auf Smith Island im Archipel der Südlichen Shetlandinseln. Er fließt von den Südosthängen der Imeon Range östlich des Mount Foster und südöstlich des Evlogi Peak in südöstlicher Richtung zur Bransfieldstraße.
Bulgarische Wissenschaftler kartierten ihn 2008. Die bulgarische Kommission für Antarktische Geographische Namen benannte ihn im selben Jahr nach der Ortschaft Rupite im Südwesten Bulgariens.